# Casa de Cottone
Los Cottone eran una casa noble siciliana, localizadas las primeras noticias de esta familia en la marca de Toscana, donde fueron denominados condes de Montorgiali
Abandonaron algunos de sus descendientes la Toscana, estableciendo Casa solar en Messina.

## Orígenes y genealogía
Su residencia principal fue Messina durante muchos siglos. Habiendo adquirido el feudo de Bauso en 1590, al año siguiente fue elevado a la categoría de condado.
Baronía inicialmente adquirida por Andrea Cottone † 1561, hijo de Stefano Cottone Seniore, barón de Linguaglossa, 
- Stefano Cottone Juniore, hijo de Andrea Cottone, en 1590, [3] hizo reconstruir el castillo, y en 1591 el emperador Felipe II elevó el feudo de Bauso a condado, se casó con Paola d'Aragona y Branciforti . [3]
  - Andrea Cottone y Aragona, fallecieron sin descendencia, [3]
  - Giuseppe Cottone ed Aragona, hermano de Andrea Cottone ed Aragona, marido de Felice Cutelli y Statella, [3]
    - Girolamo Cottone e Curtelli, [3] miembro de la Diputación del Reino de Sicilia, fue investido en 1623 con el título de Príncipe de Castelnuovo, otro nombre del condado de Bauso, concedido por el rey Felipe IV de España . [4] Novio de Flavia Cibo .
      - Giovanni Emanuele Cottone e Cibo, hijo de Girolamo Cottone e Curtelli, fue investido con el título de príncipe en 1639, su primer matrimonio fue con Caterina Branciforte, un matrimonio sin hijos. [4]
      - Giovanni Emanuele Cottone e Cibo se casó por segunda vez con Girolama Valguarnera, un matrimonio sin hijos. [4]
      - Felice Cottone e Cibo sucedió a su hermano Giovanni Emanuele Cottone e Cibo pero, como novicio del monasterio de Santa Caterina en Palermo, renunció a la sucesión en favor de su primo Scipione Cottone e La Rocca . [4]
      - Scipione Cottone e La Rocca, hijo de Carlo Cottone e Curtelli, caballero de la Orden de Malta y hermano menor de Girolamo Cottone e Curtelli, recibió el título en 1670. Se casó con Ágata Amato y Agliata . [5]
        - Carlo Filippo Cottone e Amato, hijo de Scipione Cottone y La Rocca, recibió el título en 1699. Esposo de Anna Maria Morso y Fardella . [5]
          - Gaetano Cottone y Morso, marido de Anna Maria Barzellini y Grugno, primera boda. [5]
          - Gaetano Cottone y Morso, marido de Lucrezia Cedronio y Gisulfo, segundo matrimonio. [5]

...
- Carlo Cottone Cedronio, 1819.

Al título principal de Príncipes de Castelnuovo los Cottone añadieron en 1663 el Principado de Villaermosa. Otros títulos menores de la familia fueron los de marqueses de Altamira y Analista, condes de Bavuso y Naso y diversas baronías.
Establecida en Palermo a mediados del siglo XVII, la familia Cottone residió en un palacio situado cerca de Cassaro y Piazza Bologni.  No fue hasta mediados del siglo XVIII cuando Gaetano Cottone inició las obras de construcción de Villa Castelnuovo, la residencia estival de la familia en Piana dei Colli .
La figura de Gaetano Cottone fue sucedida por un miembro si cabe más ilustre de la familia, su hijo Carlo Cottone, eminente político de la Sicilia del siglo XIX. Carlo Cottone, fue el principal promotor de la Constitución siciliana de 1812, dominando la escena política de la Sicilia de principios del siglo XIX antes de retirarse a la vida privada tras una controversia con la familia real borbónica en 1815 . Sus últimos años de su vida en activo fueron dedicados al proyecto del Instituto Agrícola de Palermo, finalizado posteriormente por su amigo y albacea Ruggero Settimo.
La plaza principal de Palermo lleva el nombre de Carlo Cottone, Príncipe de Castelnuovo, con una estatua  dedicado a él en 1873.

### Publicaciones
- Francesco Maria Emanuele Gaetani, marchese di Villabianca (1754). "Della Sicilia Nobile" (en italiano). Volume unico, Parte prima. Palermo: Stamperia de' Santi Apostoli per Pietro Bentivenga.
- Francesco Maria Emanuele Gaetani, marchese di Villabianca (1759). "Della Sicilia Nobile" (en italiano). Volume unico, Parte seconda. Palermo: Stamperia de' Santi Apostoli per Pietro Bentivenga.
- Mango di Casalgerardo, Antonino (1915). Il Nobiliario di Sicilia, Volume 2 (en italiano). Forni. pp. 54, 244 y 299. ISBN 9780341643203. Consultado el 15 de abril de 2019. «Godette nobiltà in Messina ed in Palermo. Possedette i principati di Castelnuovo e di Villermosa, i marchesati di Altamira e di Analista, le contee di Bavuso e di Naso, le baronie di Linguaglossa, Rapani, Fiumefreddo, San Basile, Lauro, Giardinello ecc.»

### Dizionario Biografico degli Italiani
- «Castelnuòvo, Carlo Cottone principe di» (Web) (en italiano). Roma: Istituto Treccani. Consultado el 14 de enero de 2023. «Uomo politico (Palermo 1756 - ivi 1829); ammiratore del costituzionalismo inglese, fece approvare nel 1810 una riforma del sistema tributario siciliano, ma si oppose alle pretese della corte in materia di revisione delle imposte e fu perciò arrestato il 19 luglio 1811. Liberato per l'intervento di W. Bentinck, ebbe parte preminente nella riforma della costituzione, come ministro delle Finanze (1812); ma il suo programma di integrale abolizione della feudalità e di concessioni alla borghesia democratica gli alienò i baroni e non bastò a soddisfare l'opposizione. Dimessosi perciò nel luglio 1813, risalì al potere al ritorno del Bentinck in Sicilia: ma quando da tutti i partiti si decise di richiamare il re al potere, tornò all'opposizione (1814), dove rimase fino al 1816, nonostante i tentativi di conciliazione della corte, ritirandosi poi definitivamente dalla vita pubblica.».
- «CASTELNUOVO, Gaetano Cottone principe di» (Web) (en italiano). Roma: Istituto Treccani. Consultado el 14 de enero de 2023. «Nacque a Palermo il 14 ag. 1714 da Carlo e da Anna Maria Morso e Fardella. Esponente della più alta aristocrazia isolana (fu investito del titolo di principe di Castelnuovo il 21 genn. 1764), accrebbe il prestigio del casato legandosi in seconde nozze con donna Lucrezia Cedronio, figlia del marchese della Rocca di Evandro di Napoli. Gli furono perciò conferiti molti onorifici incarichi. Così fu fra l'altro governatore della Compagnia dei bianchi di Palermo nel 1765, quando questa conservava ancora, fra i suoi numerosi privilegi, quello grandissimo di liberare ogni anno un condannato a morte, cerimonia che si svolgeva con grande sfarzo e pompa il venerdì santo con l'intervento delle maggiori autorità.».
- «CASTELNUOVO, Carlo Cottone marchese di Villahermosa e principe di» (Web) (en italiano). Roma: Istituto Treccani. Consultado el 14 de enero de 2023. «Nacque a Palermo il 30 sett. 1756 dal principe Gaetano e dalla contessa Lucrezia Cedronio. All'interesse sociale e politico fin da giovane fu sollecitato dalla stessa attività del padre che, quale vicario, e visitatore generale dei regi "caricatori", si fece iniziatore di numerosi progetti di riforme intese alla realizzazione di un maggiore controllo da parte del governo su quei pubblici depositi di grano contro gli arbitri e le speculazioni baronali. Ma agirono sulla sua formazione in modo maggiore l'attività riformatrice del viceré Caracciolo e poi gli echi della Rivoluzione francese dell'89. A metà degli anni '90 il C. comincio a nutrire avversione contro la politica autoritaria e accentratrice del governo di Napoli, che tanto più gli appariva lesiva degli interessi della Sicilia in quanto intesa ad eliminare le tradizionali prerogative e, quindi, a rafforzare l'assolutismo, togliendo all'isola ogni garanzia autonomistica.».